# Kapiti Coast (kust)

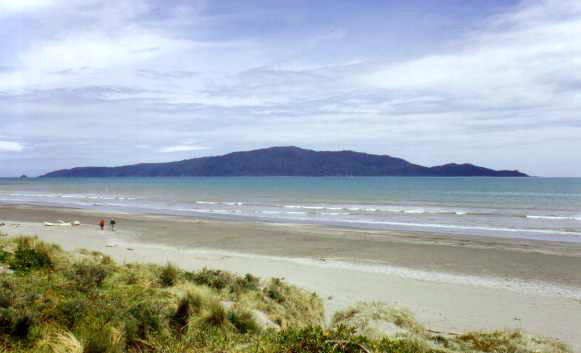
Foto van Kāpiti, genomen vanaf de kustlijn (van het strand van Waikanae).

De Kāpiti Coast (ook bekend als The Golden Coast) is een ruim 30 kilometer lange kustlijn in Nieuw-Zeeland, die op het Noordereiland van Paekakariki tot Otaki loopt. Het stuk kust ligt nabij Wellington en tegenover het eiland Kāpiti. Het is een onderdeel van de regio Wellington.
De kustlijn bestaat uit stranden met fijn wit zand. Het is bekend als vertrekpunt naar het eiland Kāpiti.